# Cheíto González
José Pablo González Maldonado (* 21. Januar 1935 in Arecibo; † 10. Dezember 1962 in Chicago), bekannt als Cheíto González, el jilguero arecibeño, war ein puerto-ricanischer Sänger, Gitarrist und Komponist.

## Leben
González lernte im Alter von acht Jahren autodidaktisch Gitarre zu spielen, unterstützt von Evangelista Colón, einem bekannten Musiker seiner Heimatregion. 1947 gewann er als Sänger den Ersten Preis in Nabal Barretos Wettbewerb Aficionados arecibeños beim Sender WVKM. In der Folgezeit hatte er weitere Auftritte im Rundfunk und bei anderen Veranstaltungen, wobei ihn regelmäßig Pepito Lacomba auf der Gitarre oder am Klavier begleitete. 1949–50 trat er außerdem mit Áurea Esther Vázquez als Dúo Souvenir und mit Ángel Robles und Ángel Serrano als Trío América auf.
1950 ging er nach New York und wurde Mitglied in Papi Andinos Trío Miramar. Etwas später erschien seine erste Single mit dem Bolero Egoísmo von Jimmy Montañez. Mit Rey Arroyo und Johnny Félix bildete er dann das Trío Santurce, war 1952–53 Nachfolger von Paquitín Soto im Trío Los Murcianos der Brüder Máximo und Gelín Torres und 1953–54 Mitglied im Trio von Johnny Rodríguez. Mit letzterem entstanden Aufnahmen von seinen Kompositionen wie Chubasco, Dos traiciones, Que te perdone Dios und Yo no soy feliz.
1954 gründete González seine eigene Gruppe, das Trío Casino de Santurce, dem in der Erstbesetzung Pablito Delgado und Jesús González angehörten. Mit dieser Formation nahm er fünf Alben beim Label Riney der dominicanischen Sängerin Ney Rivera auf. Auf Einladung des Moderators Gilbert Mamery kehrte er 1955 für einige Aufführungen am Teatro San José in Mayagüez nach Puerto Rico zurück. Mit Jesús González, Rafael  Díaz und Pepe López entstanden Aufnahmen der Boleros Cristal (von Marianito Mores) Infiel (von Rafael Gastón Pérez) und Nuestra historia, für Aufnahmen von Tiempo perdido (von Gilbert Mamery) und La mona kamen noch Miguelito Alcaide und Gilberto Díaz hinzu.
Eine neue Version seines Trío Casino de Santurce gründete González 1956 mit Raúl Balseiro, Pedrito Beríos und Rafael Scharrón. Von dieser Gruppe begleitet trat er auch mit seiner Frau Nydia Souffront als Dúo de Estrellas auf. 1958 ging er nach Mexiko und schloss sich der bei RCA Victor beheimateten Gruppe Los Tres Reyes der Zwillinge Gilberto Puente|Gilberto und Raúl Puente an. Mit diesem Trio nahm er ein als klassisch geltendes Album u. a. mit den Titeln Allá tú und Ya no estás (von Álvaro Carrillo) Elespejo (von Héctor Flores Osuna), El último minuto (von Federico Baena), Escríbeme (von Guillermo Castillo Bustamante), Todo igual (von Alberto Videz), Un mes (von Bobby Capó) und Ya no te acuerdas de mí (von Roberto López Gali) auf.
1959 kehrte González in seine Heimatstadt Arecibo zurück. Hier gründete er die dritte Version seines Trío Casino de Santurce mit Raúl Balseiro und Charlie López. Mit diesem Trio tourte er durch Puerto Rico, nahm an den Fiestas Patronales teil und war Stargast der Telefiesta de la tarde bei WAPA TV/Canal 4. 1961 kehrte er nach New York zurück, wo trotz seiner sich verschlimmernden Rauschgiftsucht die besten Aufnahmen seiner Laufbahn bei Ansonio Records entstanden. Am 10. Dezember 1972 wurde er in seinem Auto in der Nähe seines letzten Auftrittsortes in Folge einer Überdosis verstorben aufgefunden.